# 13 (album)
13 je devetnaesti i posljednji studijski album britanskog heavy metal-sastava Black Sabbath. Diskografska kuća Vertigo Records objavila ga je 7. lipnja 2013. u Njemačkoj, 10. lipnja 2013. u ostatku Europe i dan poslije u Sjevernoj Americi. Prvi je studijski album koji je skupina izdala nakon uratka Forbidden iz 1995. Prvo je studijsko izdanje grupe na kojem su se pojavili prvi pjevač Ozzy Osbourne i basist Geezer Butler nakon koncertnog albuma Reunion iz 1998., na kojem se nalaze dvije nove studijske pjesme. Također je prvi album koji je sastav snimio s Osbourneom nakon albuma Never Say Die! (1978.) i s Butlerom poslije albuma Cross Purposes (1994.).
Prva postava Black Sabbatha prvi je put počela raditi na novom studijskom albumu 2001. s producentom Rickom Rubinom. Međutim, rad na uratku prekinuo se na deset godina; Osbourne se ponovno posvetio samostalnoj karijeri, a ostali članovi sastava okrenuli su se sporednim projektima, među kojima su GZR i Heaven & Hell. Skupina je 11. studenoga 2011. izjavila da će ponovno raditi na novom albumu s Rubinom. Za vrijeme snimanja izvornim članovima skupine – Osbourneu, Butleru i gitaristu Tonyju Iommiju – pridružio se bubnjar Brad Wilk iz grupa Rage Against the Machine i Audioslave; izvorni bubnjar Bill Ward odbio je sudjelovati u snimanju zbog ugovornog spora.
Skupina je 19. travnja 2013. objavila singl „God Is Dead?”, a za pjesme „End of the Beginning” i „Loner” snimila je glazbene spotove. Album je dobio pozitivne kritike; recenzenti su pohvalili pjesme i glazbene vještine članova skupine s obzirom na to da je prošlo nekoliko desetljeća od osnutka grupe, ali su istaknuli i da je uradak oštetila lošija kvaliteta zvuka zbog pretjerano komprimirana dinamičkog raspona. Na 56. dodjeli nagrada Grammy sastav je za pjesmu „God Is Dead?” osvojio nagradu za najbolju metal-izvedbu. 13 je dosegao prvo mjesto ljestvica u nekoliko država, između ostalog u Ujedinjenom Kraljevstvu i SAD-u. Skupina je naknadno nagrađena zlatnom nakladom u Ujedinjenom Kraljevstvu za više od 100 000 prodanih primjeraka, a platinastu nakladu dobio je u Brazilu, Kanadi, Njemačkoj i Poljskoj.

## Kontekst
Godine 1995. Black Sabbath objavio je osamnaesti studijski album Forbidden i dobio je uglavnom negativne kritike. Skupini se potom ponovno pridružio Ozzy Osbourne, a nakon koncerata koji su trajali od 1997. do 1999. i uglavnom se održavali na Ozzfestu, izvorna je postava u proljeće 2001. počela raditi na novom albumu s producentom Rickom Rubinom. Međutim, obustavila je rad na albumu kad je Osbourne otišao dovršiti pjesme za svoj osmi samostalni album Down to Earth, objavljen u listopadu te godine. Tony Iommi izjavio je da se proces okončao i da je to „šteta” jer su pjesme „stvarno bile dobre”. Dodao je da je snimanje teklo drukčije nego prije. „Prije nije bilo mobitela koji zvone svakih pet sekundi. U početku ništa nismo imali sa strane. Svi smo imali isti cilj. Do danas su se svi bavili brojnim drugim stvarima. Dobro se zabavljamo i ugodno razgovaramo, ali proces stvaranja albuma jednostavno se promijenio.”
„Napravili smo neke skice na brzinu”, Osbourne je rekao krajem 2001. „Nikad nisu bile ništa više od toga. Možda su stvarno dobre, ali otad ih nisam čuo, iznimka je samo jedna pjesma koju smo svirali uživo [„Scary Dreams”, odsvirana na Ozzfestu 2001.]. Sami smo snimali, predali smo vrpce Ricku Rubinu i to je bilo sve. Moram priznati... nije bilo isto kao prije. Geezer više nije pisao stihove, stvarno sam teško osmišljavao melodije i teme o kojima bih mogao pjevati... Tony je iz rukava i dalje sipao odlične heavy metal-rifove. Samo ti kaže 'izvoli' i odsvira najbolji [rif] koji si ikad čuo. Čovjek bi pomislio da će mu ponestati inspiracije. Ali bez obzira na sve to, kemije jednostavno nije bilo.”
Nakon još jedne turneje sredinom 2001., tijekom koje je ponovno bio glavni izvođač na Ozzfestu, Black Sabbath privremeno se ugasio. U ožujku 2002. na MTV-ju je premijerno prikazana Osbourneova Emmyjem nagrađena TV serija The Osbournes i ubrzo je postala uspješna širom svijeta. Predstavila je Osbournea široj publici, a Sanctuary Records (vlasnik starijih izdanja skupine) okoristio se prilikom i objavio je koncertni album Past Lives, koji sadrži pjesme snimljene u sedamdesetim godinama 20. stoljeća i snimke s uratka Live at Last. Skupina se ponovno aktivirala sredinom 2004., a te je i iduće godine ponovno nastupila na Ozzfestu. U studenome 2005. Black Sabbath primljen je u Britansku glazbenu dvoranu slavnih, a u ožujku 2006. primljen je i u Rock and Roll Hall of Fame.
U travnju 2007., mjesec dana prije objave Osbourneova desetog albuma Black Rain, Rhino Records objavio je kompilaciju Black Sabbath: The Dio Years, koja sadrži pjesme izdvojene s četiri albuma skupine na kojima je pjevao Ronnie James Dio. Za tu su prigodu Iommi, Geezer Butler, Dio i Vinny Appice napisali i snimili tri nove pjesme pod imenom Black Sabbath. The Dio Years dosegao je 54. mjesto na ljestvici Billboard 200, a singl „The Devil Cried” zauzeo je 37. mjesto na ljestvici Mainstream Rock Tracks. Zadovoljni rezultatima, Iommi i Dio odlučili su ponovno okupiti postavu skupine koja je snimila uradak Heaven and Hell i poći na svjetsku turneju. Budući da se postava koju su činili Osbourne, Butler, Iommi i Bill Ward i dalje službeno zvala Black Sabbath, nova je postava počela upotrebljavati ime Heaven & Hell. Ward je u početku pristao sudjelovati u projektu, no naposljetku ga je napustio prije početka turneje zbog glazbenih nesuglasica i ugovornog spora. Zamijenio ga je bubnjar Vinny Appice, čime se ponovno okupila postava sastava koja je snimila albume Mob Rules i Dehumanizer. Heaven & Hell objavio je jedan studijski album – The Devil You Know – u travnju 2009. Dio je 16. svibnja 2010. umro od raka želuca. Poslije koncerta s Glennom Hughesom, bivšim pjevačem Black Sabbatha, održanim Diju u spomen, Heaven & Hell prestao je postojati.
Dana 11. studenoga 2011. Black Sabbath organizirao je privatnu svečanost u Whisky a Go Gou u Hollywoodu. Domaćin svečanosti bio je Henry Rollins, bivši pjevač Black Flaga, a na događaju je bila prisutna izvorna postava Black Sabbatha. Skupina je na toj svečanosti izjavila da se ponovno okuplja. Najavljeno je da će nastupiti na Download Festivalu 2012. te snimiti novi studijski album s Rubinom i objaviti ga krajem 2012. Kad je Rollins upitao članove sastava zašto su se odlučili ponovno okupiti, Iommi je odgovorio: „Ili sad ili nikad. Odlično se slažemo. Sve ide kako treba.” Butler je komentirao da su nove pjesme napisane „u starom Sabbathovu stilu” Osbourne je rekao da je „oduševljen” i dodao je: „Ne shvaćam kako se ovo događa. Prošlo je 45 godina i objavit ćemo odličan album.” Tjedan dana poslije skupina je potvrdila da će u svibnju i lipnju 2012. otići na europsku turneju.

## Snimanje
U siječnju 2012. objavljeno je da je Iommiju dijagnosticiran limfom u ranoj fazi, ali da ta dijagnoza neće utjecati na rad skupine. Međutim, zbog te dijagnoze skupina je odlučila snimati u Iommijevu domu u Engleskoj umjesto u Los Angelesu. Dana 2. veljače 2012. Ward je izjavio da neće sudjelovati u ponovnom okupljanju skupine osim ako ne dobije „ugovor koji se može potpisati”. Idućeg su dana ostali članovi izjavili da „nemaju izbora i da će nastaviti snimati bez njega”, ali da će Wardu „vrata uvijek biti otvorena”. Istog mjeseca grupa je rekla da neće otići na svjetsku turneju, ali da će nastupiti na Download Festivalu u lipnju te godine. Na toj se turneji umjesto Black Sabbatha pojavio Osbourne s različitim glazbenim gostima. U travnju 2012. Perry Farrell, osnivač Lollapalooze, najavio je da će Black Sabbath nastupiti na tom festivalu i da će to biti jedini koncert koji će grupa te godine održati u SAD-u.
Dana 15. svibnja 2012. Ward je na svojim službenim stranicama izjavio da se „nakon posljednjeg pokušaja sudjelovanja u nadolazećim Sabbathovim nastupima i dalje ne može postići dogovor” te da se neće pridružiti sastavu na koncertima, ali da će „ubuduće biti otvorena uma i voljan pregovarati sa Sabbathovim predstavnicima o prihvatljivim uvjetima”. Tri dana poslije njegove su slike uklonjene s fotografija na službenim stranicama skupine. Dana 19. svibnja 2012. Butler je izrazio da žali zbog Wardove odluke i komentirao je da grupa održava probe s bubnjarom Tommyjem Clufetosom u Engleskoj.
Početkom lipnja te godine Osbourne je u razgovoru s NME-jem izjavio da je Black Sabbath „napisao petnaestak pjesama”. Također je komentirao da 2013 dobro upućuje na naslov albuma. Skupina se u kolovozu vratila u studio i nastavila je raditi na albumu. U listopadu te godine potvrđeno je da će naslov jedne od novih pjesama glasiti „God Is Dead?”. Dana 12. siječnja 2013. grupa je izjavila da naslov albuma glasi 13 i da će ga izdati u lipnju te godine. Također je spomenula da je Brad Wilk, bubnjar Rage Against the Machinea i Audioslavea, dovršio bubnjarske dionice na albumu.
U siječnju 2013. Butler je u intervjuu održanu na NAMM-u u kalifornijskom gradu Anaheimu izjavio da 13 nije konačan naslov albuma i da će ga vjerojatno promijeniti. Međutim, naslov naposljetku nije promijenjen. Mjesec dana poslije skupina je na YouTubeu objavila kraći dokumentarni videozapis o snimanju albuma, a u njemu su njezini članovi istaknuli kako žele da pjesme zvuče „sirovo”.

## Pjesme
Basist Geezer Butler, glavni tekstopisac u sastavu, izjavio je da mu je pisanje stihova bilo „veći izazov nego prije” jer se zbog drukčijih okolnosti u vrijeme rada na albumu „teže usredotočivao na loše stvari koje su se događale u svijetu” i da je „pisao u žurbi”. Rekao je da je skladbu „God Is Dead?”, koju je prvotno naslovio „American Jihad”, ali kojoj je Osbourne naknadno promijenio naslov, nadahnuo tadašnji val „vjerskog terorizma” i da govori o „vjerskom fanatiku koji stalno čita da je Bog mrtav [...] i pokušava ubiti sve one koji to pišu ili zagovaraju [to mišljenje]”. Osbourne je dodao da je naslov potaknuo identičan naslov koji je ugledao u jednom časopisu, što ga je potaknulo na razmišljanje: „Pretpostaviš da bi bog spriječio sve one koji umiru u njegovo ime, pa sam pomislio da se ljudi zacijelo pitaju: 'Gdje je Bog? Bog je mrtav.'” Međutim, dodao je: „No ipak ima nade jer pjevam da ne vjerujem da je Bog mrtav. To je samo pitanje koje ti padne na pamet kad vidiš koliko se mnogo tih groznih ljudi međusobno ubija bombama te u zrak diže vlakove u podzemnoj i World Trade Center.” „Dear Father” govori o Katoličkoj Crkvi i slučajevima seksualnog zlostavljanja povezanih s njom. „Loner” opisuje „opasnu osobu koja ne izlazi [iz kuće]”, a „Age of Reason” kritizira „politiku, religiju i ljubav prema novcu”.
Pjesme „Zeitgeist” i „Damaged Soul” skupina je napisala kad je ušla u studio. Potonja pjesma proizašla je iz 18-minutne improvizirane svirke koju je Rubin snimio. Naknadno joj je skraćeno trajanje na gotovo osam minuta, a Osbourne je za nju snimio vokalne dionice i dionice na usnoj harmonici.

## Omot albuma i naslov
Dana 4. travnja 2013. skupina je predstavila omot za 13. Izradili su ga Nick Dart i Neil Bowen iz Zip Designa. Zip je angažirao kipara Spencera Jenkinsa da od pruća izradi broj 13 visok dva i pol metra, koji je potom zapaljen u okolici Buckinghamshirea. Vatra se mogla vidjeti nekoliko kilometara dalje. Fotografiju je snimio fotograf Jonathan Knowles.
Butler je izjavio da je naslov nadahnula diskografska kuća jer je inzistirala na tome da skupina napiše 13 pjesama iako ih je htjela napisati deset. Međutim, na sam je album naposljetku uvršteno samo osam pjesama.

## Turneja i promidžba
Prije objave uratka Black Sabbath otišao je na prvu australsku turneju od 1974., a trajala je od travnja do svibnja 2013. Također je nastupio kao glavni izvođač na japanskoj inačici Ozzfesta 12. svibnja 2013. These dates had been arranged to allow Iommi to return to the UK for lymphoma treatment once every six weeks. Od kraja srpnja do početka rujna 2013. bio je na prvoj sjevernoameričkoj turneji od 2005.. U listopadu je otišao na turneju po Latinskoj Americi, a potom je uslijedila europska turneja koja je trajala od studenoga do prosinca 2013.
„God Is Dead?”, prvi singl s albuma, premijerno je reproduciran na radijskim postajama 18. travnja 2013., a u digitalnom je izdanju objavljen dan poslije. Sastav se pojavio u posljednjoj epizodi 13. sezone serije CSI: Crime Scene Investigation, u kojoj je premijerno izveo pjesmu „End of the Beginning”. Ta pjesma također prati popis zasluga u komediji Ovo je kraj iz 2013. Cijeli se uradak mogao besplatno slušati 3. lipnja 2013. na iTunesu.

## Objava
13 je objavljen 7. lipnja 2013. u Njemačkoj i Australiji. Tri dana poslije objavljen je u ostatku Europe, a 11. lipnja izdan je u Sjevernoj Americi. Dosegao je prvo mjesto na britanskoj ljestvici albuma u prvom tjednu nakon objave. Prvi je uradak sastava koji je dosegao vrh te ljestvice od Paranoida (1970.). Kako ta dva albuma dijele 43 godine, skupina je time srušila dotadašnji rekord Boba Dylana, koji je 2009. objavio Together Through Life, prvi album koji je dosegao vrh glazbene ljestvice od albuma New Morning iz 1970. Osbourne je izjavio da ga je „šokirao” uspjeh albuma i komentirao je da „nijedan album [sastava] nije tako brzo napredovao na ljestvicama”. To je i prvi album Black Sabbatha koji je dosegao vrh ljestvice Billboard 200 u SAD-u, gdje je u tjedan dana poslije objave prodan u 155 000 primjeraka. Osbourne je komentirao: „U našoj dugoj karijeri mnogo je izvrsnih svijetlih trenutaka. To što smo ovim albumom konačno dosegli prvo mjesto u SAD-u još jedno je nevjerojatno postignuće Black Sabbatha.”
Poslije dva tjedna spustio se na peto mjesto u SAD-u i dotad je prodano ukupno 201 000 primjeraka, a tjedan dana poslije prodano je još 26 000 primjeraka. Do travnja 2014. uradak je u SAD-u prodan u više od 360 000 primjeraka. Također je dosegao i prvo mjesto na ljestvici albuma u Kanadi, gdje je u prvom tjednu prodan u 25 000 primjeraka. Do srpnja 2014. diljem svijeta prodano je više od milijun primjeraka albuma.
Singl „God Is Dead?” često su reproducirale radijske postaje u Kanadi i SAD-u. Ta je pjesma dosegla 26. mjesto na Billboardovoj ljestvici Top Rock Songs.

## Recenzije
| Zbirne ocjene        | Zbirne ocjene |
| Izvor                | Ocjena        |
| -------------------- | ------------- |
| AnyDecentMusic?      | 6,8/10        |
| Metacritic           | 72/100        |
| Recenzije            |               |
| Izvor                | Ocjena        |
| AllMusic             | [ 55 ]        |
| Consequence of Sound | [ 58 ]        |
| Drowned in Sound     | 7/10          |
| Entertainment Weekly | B−            |
| The Guardian         | [ 61 ]        |
| Metal Hammer         | 9/10          |
| NME                  | 7/10          |
| Pitchfork            | 7.0/10        |
| Rolling Stone        | [ 65 ]        |
| Slant Magazine       | [ 66 ]        |

13 je dobio uglavnom pozitivne kritike. Na Metacriticu na temelju 32 recenzije ima 72 boda od njih 100. U recenziji za AllMusic Fred Thomas pohvalio je uradak izjavivši da je „neočekivano izvrstan, apokaliptičan i ključan za sve velike ljubitelje metala”. Geoff Barton iz Metal Hammera u obzir je uzimao kako se žanr heavy metala razvijao nakon što mu je skupina udarila temelje i zaključio je da je kultna postava skupine dokazala kako je i dalje relevantna na suvremenoj glazbenoj sceni.
Međutim, uradak je dobio kritike zbog lošije kvalitete zvuka, nastale zbog pretjerano komprimirana dinamičkog raspona. U osvrtu za Consequence of Sound Jon Hadusek ovako je komentirao produkciju: „Rubin [...] je vrijedan prijezira zbog toga kako je miksao razine zvuka, koje je uništila distorzija i kompresija. Dobro su snimljene pjesme ukaljane, što je posljedica bolesti koja u suvremenoj glazbenoj industriji zahvaća previše toga.” Ben Ratliff također se požalio na produkciju uratka u osvrtu za The New York Times: „Na novom albumu Black Sabbatha producent je Rick Rubin, koji se katkad smatra glavnim krivcem za iznimno komprimiranu i glasno masteriranu glazbu u skorijoj povijesti – što uvelike umara uši [...]. 13 je glasno masteriran. Zvuk gitare g. Iommija iskače i ostavlja jako malo prostora, a bubnjevi su stalno glasni u miksu. Uši vam ne mogu disati.”

### Nagrade i priznanja
Za singl „God Is Dead?” Black Sabbath osvojio je prvu nagradu Grammy za najbolju metal-izvedbu četrnaest godina poslije prethodne. Godine 2013. za album je osvojio nagradu Golden God Metal Hammera za najbolji album i nagradu Classic Rocka za album godine. Iduće je godine osvojio i Revolverovu nagradu za album godine.

## Popis pjesama
Tekstovi: Geezer Butler, osim za pjesmu „Methademic”, čiji je tekst napisao Ozzy Osbourne, glazba: Butler, Tony Iommi i Osbourne.
| 1.    | »End of the Beginning« | 8:05 |
| 2.    | »God Is Dead?«         | 8:52 |
| 3.    | »Loner«                | 4:59 |
| 4.    | »Zeitgeist«            | 4:37 |
| 5.    | »Age of Reason«        | 7:01 |
| 6.    | »Live Forever«         | 4:46 |
| 7.    | »Damaged Soul«         | 7:51 |
| 8.    | »Dear Father«          | 7:20 |
| 53:31 |                        |      |

| Dodatne pjesme s proširenog izdanja albuma | Dodatne pjesme s proširenog izdanja albuma | Dodatne pjesme s proširenog izdanja albuma | Dodatne pjesme s proširenog izdanja albuma | Dodatne pjesme s proširenog izdanja albuma | Dodatne pjesme s proširenog izdanja albuma | Dodatne pjesme s proširenog izdanja albuma | Dodatne pjesme s proširenog izdanja albuma | Dodatne pjesme s proširenog izdanja albuma | Dodatne pjesme s proširenog izdanja albuma |
| Br.                                        | Skladba                                    | Trajanje                                   |                                            |                                            |                                            |                                            |                                            |                                            |                                            |
| ------------------------------------------ | ------------------------------------------ | ------------------------------------------ | ------------------------------------------ | ------------------------------------------ | ------------------------------------------ | ------------------------------------------ | ------------------------------------------ | ------------------------------------------ | ------------------------------------------ |
| 9.                                         | »Methademic«                               | 5:57                                       |                                            |                                            |                                            |                                            |                                            |                                            |                                            |
| 10.                                        | »Peace of Mind«                            | 3:40                                       |                                            |                                            |                                            |                                            |                                            |                                            |                                            |
| 11.                                        | »Pariah«                                   | 5:34                                       |                                            |                                            |                                            |                                            |                                            |                                            |                                            |
| 68:42                                      |                                            |                                            |                                            |                                            |                                            |                                            |                                            |                                            |                                            |

## Zasluge
| Black Sabbath - Ozzy Osbourne – vokal, usna harmonika - Tony Iommi – gitara - Geezer Butler – bas-gitara Dodatni glazbenici - Brad Wilk – bubnjevi, udaraljke | Ostalo osoblje - Rick Rubin – produkcija - Andrew Scheps – miksanje - Greg Fidelman – snimanje - Mike Exeter – dodatno snimanje - Dana Nielson – dodatno snimanje, uređivanje - Sara Lyn Killion – pomoć pri snimanju - Sean Oakley – pomoć pri snimanju - Ryan Castle – uređivanje - Jason Gossman – uređivanje - Stephen Marcussen – mastering - Stewart Whitmore – mastering - Zip Design – dizajn, umjetnički direktori - Spencer Jenkins – skulptura - Jonathan Knowles – fotografija na omotu - Schweet Entertainment – fotografija sastava |

## Ljestvice
| Ljestvica (2013.)                            | Najviša pozicija |
| -------------------------------------------- | ---------------- |
| Australija (ARIA)                            | 4.               |
| Austrija (Ö3 Austria)                        | 2.               |
| Belgija (Flandrija)                          | 4.               |
| Belgija (Valonija)                           | 6.               |
| Danska (Hitlisten)                           | 1.               |
| Estonija (Raadio 2)                          | 4.               |
| Finska (Suomen virallinen lista)             | 2.               |
| Francuska (SNEP)                             | 15.              |
| Grčka                                        | 3.               |
| Irska (IRMA)                                 | 5.               |
| Italija (FIMI)                               | 6.               |
| Japan (Oricon)                               | 10.              |
| Kanada                                       | 1.               |
| Mađarska (MAHASZ)                            | 2.               |
| Nizozemska (Album Top 100)                   | 10.              |
| Norveška (VG-lista)                          | 6.               |
| Novi Zeland (RMNZ)                           | 6.               |
| Njemačka (Offizielle Top 100)                | 1.               |
| Portugal (AFP)                               | 9.               |
| SAD (Billboard 200)                          | 1.               |
| SAD (Top Hard Rock Albums)                   | 1.               |
| SAD (Top Rock Albums)                        | 1.               |
| SAD (Top Tastemaker Albums)                  | 1.               |
| Škotska (OCC)                                | 3.               |
| Španjolska (PROMUSICAE)                      | 4.               |
| Švedska (Sverigetopplistan)                  | 12.              |
| Švicarska (Schweizer Hitparade)              | 1.               |
| Ujedinjeno Kraljevstvo (OCC)                 | 1.               |
| Ujedinjeno Kraljevstvo (Rock & Metal Albums) | 1.               |